# Юша ибн Нун
Ю́ша‘ ибн Нун (араб. يوشع بن نون‎ — Йуша‘ ибн Нун) — исламский пророк посланный израильскому народу после пророка Мусы. Отождествляется с библейским пророком Иисусом Навином. По мнению многих толкователей Юша‘ ибн Нун упоминается в 23 аяте суры «Трапеза» вместе с Калибом ибн Юкной (Халевом).

## Жизнь с пророком Мусой
Пророк Юша‘ родился в Египте во времена пророка Мусы. Вместе с сынами Израиля ушёл из Египта и прибыл в пустыню Тих. Его отца звали Нун, а мать, возможно, была сестрой пророка Мусы. Юша‘ был свидетелем многих событий связанных с пророком Мусой, так как он был его помощником и часто сопровождал его. Так, например, он присутствовал во время встречи с пророком Хизира, и в то время, когда Бог приказал Мусе (библ. Моисей), вступить на Землю Обетованную (араб. أرض الميعاد‎ — ард аль-ми‘ад).

Вот Муса (Моисей) сказал своему народу: «О мой народ! Помните милость, которую Аллах оказал вам, когда создал среди вас пророков, сделал вас царями и даровал вам то, чего не даровал никому из миров. ۝ О мой народ! Ступите на священную землю, которую Аллах предписал вам, и не обращайтесь вспять, а не то вернетесь потерпевшими убыток». ۝ Они сказали: «О Муса (Моисей)! Там обитают могучие люди, и мы не войдем туда, пока они не уйдут оттуда. Если же они уйдут оттуда, то мы войдем». ۝ Двое богобоязненных мужчин, которым Аллах оказал милость, сказали: «Входите к ним через ворота. Когда вы войдете туда, вы непременно одержите победу. Уповайте только на Аллаха, если вы являетесь верующими». ۝ Они сказали: «О Муса (Моисей)! Мы ни за что не войдем туда, пока они находятся там. Ступай и сражайся вместе со своим Господом, мы же посидим здесь». ۝ Он сказал: «Господи! Я властен только над самим собой и моим братом. Разлучи же нас с (или рассуди между нами и) нечестивыми людьми». ۝ Он сказал: «Тогда она будет запретна для них в течение сорока лет. Они будут скитаться по земле. Не печалься же о нечестивых людях».
—  5:20—26 (Кулиев)

## Предводительство еврейским народом
Перед смертью пророк Муса назначил Юшу предводителем еврейского народа, через которого Бог впоследствии передавал свои откровения. Став руководителем израильтян, Юша собрал войско, вошёл в Землю Обетованную и начал войну против амаликитян. В течение шести месяцев шла осада Иерихона, в результате которой город был взят. Следом были взяты города Илью, Балка, Иерусалим (Кудс) и другие города Палестины. В течение семи лет были захвачены все города и селения территории современного Израиля, Палестины и части Сирии и Иордании. В течение 27 лет Юша‘ возглавлял израильтян, проповедуя Таурат (Тору) и разъясняя религию пророка Мусы. После его смерти лидером израильтян стал Калиб ибн Юкна.

## Война против амаликитов
Юша принимал непосредственное участие в войне против племени амаликитян. После бегства израильтян от фараона, Муса привёл свой народ к территории населённой амаликитами. Он отправил разведывательную группу из представителей 12 колен Израиля, в составе которой был и пророк Юша‘, в район Иерихона (Ерихи) для сбора сведений о амаликитянах. Когда находившиеся вместе с Йушой люди увидели силу и физические данные амаликитян, они испугались их и призвали израильтян отказаться от сражения с ними. Юша вместе с Калибом уговаривали свой народ послушаться пророка Мусу и положиться на Божью помощь в войне с нечестивым народом. Но несмотря на все усилия Юши и Калиба, израильтяне отказались воевать, и более того попытались даже их убить забрасывая камнями. В наказание за ослушание Божьего веления израильтянам было запрещено в течение сорока лет вступать на территорию Палестины пока не умрёт последний грешник. Данное событие послужило причиной сорокалетнего скитания еврейского народа по пустыне и освещено в пятой суре Корана.

## Чудеса пророка Юша‘
Во время войны пророк Юша показал много чудес:
- Во время похода на Иерихон израильтяне не могли перейти реку Иордан, которая на тот момент была намного полноводней современной. Тогда Юша‘ показал чудо: воды Иордана раздвинулись и израильское войско смогло пройти реку и подойти к Иерихону[1];
- Во время осады одного из городов, крепостные стены которого были неприступны, Юша‘ стал молить Бога о помощи в сражении. В результате мольбы пророка произошло землетрясение и стены этой крепости рухнули. Землетрясение помогло израильтянам ворваться в город и захватить его[1];
- При завоевании Иерусалима после молитвы пророка Йуши Солнце на небосводе остановилось и оставалось в таком положении всю ночь[3].